# مسجد الشمعة
مسجد الشمعة أو مسجد  باب الدارم هو مسجد تاريخي يقع حي الزيتون في البلدة القديمة لغزة. حيث ان اسمه شمعة يترجم  كـ«شمعة»  بالرغم من ان أصل الاسم غير معروف. المسجد لا يحتوي على مئذنة، بني في الثالث من شهر مارس عام 1315م على يد محافظ غزة المملوكي (سنجر الجولي).
النقش على المسجد يصف هبة الجول وسلطان المماليك الحاكم في ذلك الوقت الناصر محمد، الذي كان في الأصل ينتمي إلى مسجد الجولي الذي تم بناؤه سابقًا. تم تدمير هذا المسجد في عام 1799 أثناء غزو نابليون لغزة. ثم استخدمت أحجارها في الصرحيات الأخرى في غزة بينما تم إرفاق نقشها بمسجد الشمعة.
منذ بنائه في القرن الرابع عشر، مر مسجد الشامع بالعديد من الترميمات.
في عام 1355 تم زيارته من قبل ابن بطوطة الذي كتب المذكرة التالية: " غزة كان لديها جامع الجمعة الجميل (جامع العمري الكبير)، ولكن خدمة أيام الجمعة هذه وصلت إلى المسجد المبني من قبل الأمير الجول. المبنى الراقي الذي تم انشاؤه بقوة ومنضدة القراءة من الرخام الأبيض. "يذكر الباحث الإسلامي في القرن الخامس عشر السخاوي أن الخطيب يوسف الغازي كان إمام المسجد في الفترة ما بين عامي 1440 و1441".